# Erythrura
Erythrura es un género de aves paseriformes perteneciente a la familia Estrildidae. Sus miembros se extienden desde el sudeste asiático  a Melanesia y el norte de Australia. Se les denomina comúnmente diamantes.

## Especies
Contiene las siguientes especies:
- Erythrura coloria - diamante de Mindanao;
- Erythrura cyaneovirens - diamante verdiazul;
- Erythrura gouldiae - diamante de Gould;
- Erythrura hyperythra - diamante coliverde;
- Erythrura kleinschmidti - diamante piquirrosado;
- Erythrura papuana - diamante papú;
- Erythrura prasina - diamante colifino;
- Erythrura pealii - diamante de Fiyi;
- Erythrura psittacea - diamante lorito;
- Erythrura regia - diamante real;
- Erythrura trichroa - diamante cariazul;
- Erythrura tricolor - diamante tricolor;
- Erythrura viridifacies - diamante de Luzón.